# Johann Bernhard Basedow
Johann Bernhard Basedow, född 11 september 1724 i Hamburg, död 25 juli 1790 i Magdeburg, var en tysk pedagog.
Han blev i hemmet ytterst hårt behandlad, studerade 1741-44 vid gymnasiet Johanneum i sin födelsestad, där han starkt påverkades av Hermann Samuel Reimarus, en av sina lärare, och studerade därefter teologi och filosofi till 1746 vid universitetet i Leipzig. År 1753 blev han lärare vid Sorø riddarakademi i Danmark, men förflyttades på grund av sina heterodoxa åsikter, till gymnasiet i Altona. Därifrån utgav han flera teologiska och filosofiska skrifter (bland annat Philalethia, två band, 1763, System der gesunden Vernunft, 1765), vilka invecklade honom i den häftigaste polemik och fick till följd, att han förklarades för irrlärare.
Trycket av den religiösa intoleransen, Johan Amos Comenius skrifter och i synnerhet Jean-Jacques Rousseaus 1762 utgivna "Émile" föranledde honom att inrikta sig på uppfostringsväsendet. År 1768 utkom hans Vorstellung an Menschenfreunde und vermögende Männer über schulent Studien und ihren Einfluss in die öffentliche Wohlfahrt, i vilken han även framlade en plan till ett "pedagogiskt elementarverk“, som skulle bli en "ABC-Buch der realen und nominalen menschlichen Erkenntnis". Starkt övertygad om att han skulle bli en uppfostringsväsendets reformator, lyckades han tack vare gåvor att 1774 ge ut nämnda "elementarverk". 
Detta verk i fyra band (försett med 100 kopparstick samt en fransk och en latinsk översättning) ansågs innehålla allt behövligt vetande för att undervisa ungdomens undervisning från början ända till den akademiska åldern och fick ett mycket positivt mottagande. Han fick även starkt stöd för att praktiskt förverkliga sina uppfostringsteorier. Fursten Leopold III av Anhalt-Dessau skänkte såväl byggnader med trädgård som pengar och i december 1774 öppnades i Dessau "Philanthropinum", ett internat för gossar från 6 till 18 års ålder. Undervisningen skulle varken vara ”katolsk, luthersk eller reformert, utan kristlig”.
Basedow var dock mindre framgångsrik vad gäller förverkligandet av sina idéer och hans anstalt blev även hårt kritiserad. Efter många inre slitningar övertog Joachim Heinrich Campe ledningen 1776, även om Basedow återkom tillfälligt 1777-78. Han levde därefter än i Dessau, än i Leipzig, Halle an der Saale och Magdeburg, men fortsatte att verka för sina idéer, bedrev enskild undervisning och författade pedagogiska och religionsfilosofiska skrifter. "Philanthropinum" gav anledning till upprättandet av en mängd liknande läroanstalter i Tyskland, av vilka Christian Gotthilf Salzmanns i Schnepfenthal är den mest kända.
Men Basedows stora förtjänst är att han påvisade bristerna i sin tids skolväsen, vilka främst bestod i att kroppsövningarnas betydelse försummades, att modersmålet, de moderna språken och naturkunnigheten var så gott som uteslutna från undervisningen, vilken ansågs ha blivit värdelös för livet. Han gav kraftiga signaler till införandet av gymnastik i skolorna och till att motarbeta föreställningen om att verklig bildning är liktydig med kunskaper i de klassiska språken, till aktgivande på lärometodens betydelse och särskilt på vikten av åskådningen (sakkunskap före ordkunskap). Basedows "Pädagogische Schriften" utgavs 1880 av Hugo Göring med en biografi.